# ナイン・ライヴズ (ボニー・レイットのアルバム)
| 専門評論家によるレビュー           | 専門評論家によるレビュー |
| レビュー・スコア                   | レビュー・スコア         |
| 出典                               | 評価                     |
| ---------------------------------- | ------------------------ |
| オールミュージック                 | [ 1 ]                    |
| エンターテインメント・ウィークリー | D                        |
| Robert Christgau                   | C+                       |
| ローリング・ストーン               | (mixed)                  |

『ナイン・ライヴズ』（原題：Nine Lives）は、1986年にリリースされたボニー・レイットの9枚目のアルバム。売り上げの低迷、否定的なレビュー、およびリリースを取り巻く一般的な状況により、レイットにとってリリースがもっとも困難なアルバムとなった。

## ヒストリー
「1983年、ワーナー・ブラザーズでは上階から社内が（比喩的に）掃除されたが、ぜい肉を減らす必要がありました」とレイットは1990年に回想している。「私は『Tongue & Groove』というアルバムを完成させたばかりで、これは『グリーン・ライト』も手がけたロブ・フラボニがプロデュースしていました。『アルバムを完成させてツアーの準備を整えさせ、表紙を印刷し、ビデオを撮るために人を雇ってから彼女を落そう』と、悪意を持って言ったとは思いません。あなたは知っている、ハ、ハ、ハ。しかし、それは彼らがしたことです。文字通り、マスターを終えた翌日のことでした。私はすでにアルバムを一度完成させていましたが、[ワーナーの主張としては]ジェリー・ウィリアムズの曲は、レゲエほどビートがなければもっと商業的だったでしょうってこと。まあ、そんなこと。それで私は入って行ってやり直しました。もう少し協力すれば、彼らがアルバムをもっと宣伝してくれると思いました。しかし、代わりに彼らは私を落とし、私のツアーの下から敷物を引き出しました。私は彼らがそれをした方法は本当に不器用だと思った。彼らは手紙を送った。私は独立した製作契約を結んでいたので、そこでA&R部門と関係を持っていないことに苦しんだと思います… 」。
レイットはマスターテープを購入して他の場所でアルバムをリリースすることもできたが、ワーナーの提示価格は高すぎると考えていた。「彼らは私にテープを持って買い物をすることができると言った」とレイットは言った、「しかし、彼らは彼らのために約500,000ドルを望みました、そして、誰もそんなに支払うことを望みませんでした…」。
『Tongue & Groove』の素材は、「ワーナーが突然レコードを出すと言った」2年後まで棚上げされた、とレイットは回想する。「私はそれが本当に公平ではないと言った。この時点で彼らはある種の悪いと感じたと思います。つまり、自分の名声を維持するために貯金を切り崩してツアーをしていて、絵を描く能力はどんどん減っていました。 だから彼らは私を入れて、その半分をカッティングしなおすことに同意しました」。その結果、1986年についにリリースされたのが『ナイン・ライヴズ』だった。

## 収録曲
1. 「ノー・ウェイ・トゥ・トリート・ア・レイディ」 - "No Way to Treat a Lady"（ブライアン・アダムス 、 ジム・ヴァランス）– 3:51
2. 「ラニン・バック・トゥ・ミー」 - "Runnin 'Back to Me"（カーラ・ボノフ 、アイラ・イングバー）– 4:14
3. 「フー・バット・ア・フール」 - "Who But a Fool (Thief into Paradise)"（ナン・オビルン、 トム・スノー）– 4:26
4. 「クライム・オブ・パッション」 - "Crime of Passion"（ダニー・アイアンストーン、メアリー・ウノブスキー）– 4:20
5. 「オール・デイ・オール・ナイト」 - "All Day、All Night"（ジェームズ「ハッチ」ハッチンソン 、ロナルド・ジョーンズ、アイヴァン・ネヴィル）– 4:03
6. 「スタンド・アップ・トゥ・ザ・ナイト」 - "Stand Up to the Night"（ウィル・ジェニングス 、リチャード・カー 、ジャック・レッドフォード）– 4:43
7. 「エクサイティッド」 - "Excited"（ジェリー・リン・ウィリアムズ）– 3:12
8. 「フリージン」 - "Freezin' (For a Little Human Love)"（Michael Smotherman）– 4:58
9. 「トゥルー・ラヴ・イズ・ハード・トゥ・ファインド」 - "True Love Is Hard to Find"（フレデリック・ヒバート）– 4:34
10. 「エンジェル」 - "Angel"（エリック・カズ）– 4:00

## パーソネル
- ボニー・レイット – リードボーカル 、 ギター （2）、バッキングボーカル（3、4、9）、 スライドギター （3、10）、アコースティックギター（9）
- マイケル・ランドウ – ギターソロ（1、5）、ギター（2、4）
- ディーン・パークス – ギター（1、2、4、5）
- アイラ・イングバー – ギター（2）、バッキングボーカル（3）
- チャールズ・フェリン – ギター（3）
- デヴィッド・キテイ – ギター（6）、ドラムプログラミング（6）
- ジョニー・リー・シェル – ギター（7-10）、バッキングボーカル（9）
- ビル・ペイン – ピアノ（1）、キーボード（1、2、4）
- リチャード・”コズ”・コシンスキー – キーボード（6）
- J.A.C.レッドフォード – キーボード（6）
- ガイ・ムーン – 追加のキーボード（6）
- イアン・マクレガン – キーボード（7-10）
- エリック・カズ – ピアノ （10）
- ネイサン・イースト – ベース（1、3）
- ニール・スチューベンハウス – ベース（2、5]）
- リーランド・スカラー – ベース（4）
- レイ・オハラ– ベース （7、8、9）
- ジョン・ロビンソン – ドラムス（1、2）
- ラス・カンケル – ドラムス （3）
- カルロス・ベガ – ドラムス（4、5）
- イアン・ウォレス – ドラムス（7-10）
- レニー・カストロ – パーカッション （3、5）
- タワー・オブ・パワー –ホーン（2、3） 
  - グレッグ・アダムス – トランペット 、 フリューゲルホルン 、ホーンアレンジ
  - エミリオ・カスティージョ – テナー・サックス
  - リチャード・エリオット – アルト・サックス 、テナー・サックス
  - ステファン・"ドク”・クプカ – バリトン・サックス
  - リー・ソーンバーグ – トロンボーン 、トランペット、フリューゲルホルン
- ローズマリー・バトラー – バッキングボーカル（1、3-6）
- マックス・カール – バッキング・ボーカル（1、3-6）
- アイヴァン・ネヴィル – バッキングボーカル（5）
- ブロンディ・チャップリン – バッキングボーカル（ 7、9、10）
- スティーブン・ロス – バッキングボーカル（7、10）
- シッピー・ウォレス – バッキングボーカル（9）
- クリスティン・マクヴィー – バッキングボーカル（10）
- トッド・シャープ – バッキングボーカル（10）

## プロダクション
- プロデューサー – ジョージ・マッセンバーグとビル・ペイン（トラック1〜5）;ラス・カンケル（トラック3）;スティーヴ・タイレル（トラック6）;ロブ・フラボニ（トラック7-10）。
- エンジニア – ジョージ・マッセンバーグ（トラック1-5）; David Kitay（トラック6）;テリー・ベッカーとロブ・フラボニ（トラック7-10）。
- アシスタントエンジニア - シャロン・ライス、ジョン・X.ボラティス、ビリー・ユーデルマン。
- ミキシング – ジョージ・マッセンバーグ（トラック1-5）; David Tickle（トラック7-10）。
- The Mastering Lab（カリフォルニア州ロサンゼルス）でDoug Saxがマスター。
- プロジェクトコーディネーター – ジョー・モッタ
- プロダクションコーディネーター – アイビー・スコフ
- アートディレクションとデザイン – ローラ・リプマ
- 表紙イラスト – リンジー・ロック
- 写真 – ジムシア
- ワードローブ – マーギー・ケント
- メイクアップ – デニス・ポーリー
- マネージメント – ダニー・ゴールドバーグとロン・ストーン

## チャート
アルバム - ビルボード （アメリカ） 
| 年   | チャート      | ポジション |
| ---- | ------------- | ---------- |
| 1986 | ビルボード200 | 138        |

シングル -ビルボード（アメリカ） 
| 年   | シングル                                       | チャート                       | ポジション |
| ---- | ---------------------------------------------- | ------------------------------ | ---------- |
| 1986 | 「ノー・ウェイ・トゥ・トリート・ア・レイディ」 | メインストリームロックトラック | 15         |